# Попова криниця (пам'ятка природи, Черкаська область)
Попова криниця — гідрологічна пам'ятка природи місцевого значення. Об'єкт розташований на території Черкаського району Черкаської області, село Виграїв.
Площа — 0,01 га, статус отриманий у 2000 році.
Охороняється природне джерело питної води з добрими смаковими якостями

## Галерея

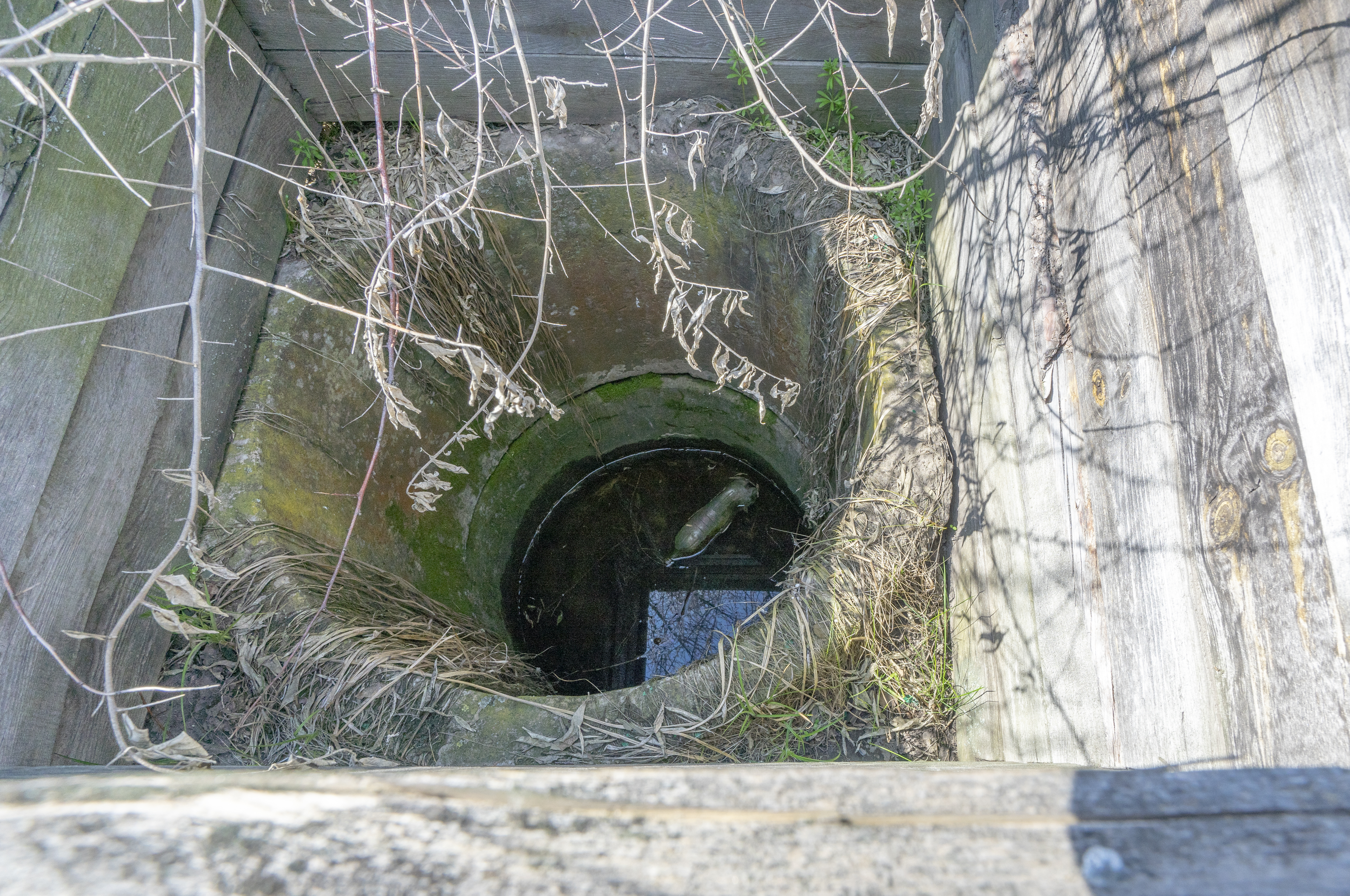
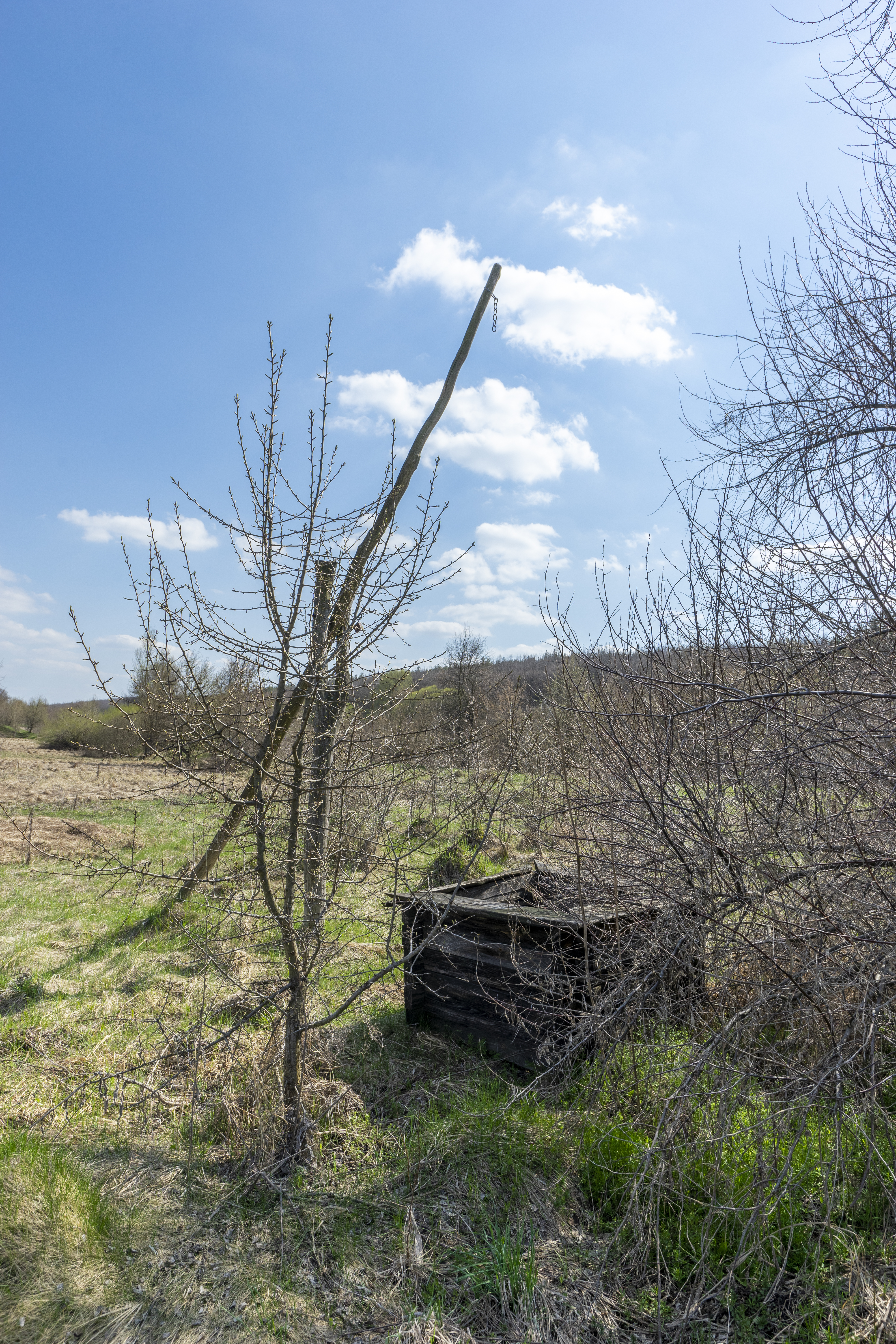